# Nan Rae
Agnes W. Nancy „Nan” Rae (ur. 14 stycznia 1944 w Motherwell) – szkocka pływaczka specjalizująca się głównie w stylu dowolnym.

## Życiorys
Nancy „Nan” Rae urodziła się 14 stycznia 1944 w Motherwell w Lanarkshire w Szkocji. Swoją karierę sportową jako pływaczka rozpoczęła w 1958 roku w wieku 14 lat, występując po raz pierwszy na Igrzyskach Imperium Brytyjskiego i Wspólnoty Brytyjskiej w Cardiff, zajmując piąte miejsce w dyscyplinie na 440 jardów stylem dowolnym oraz w sztafecie na 4 × 110 jardów stylem dowolnym.
Po Igrzyskach Imperium Brytyjskiego i Wspólnoty Brytyjskiej w Cardiff, pojawiła się na Mistrzostwach Europy w pływaniu w Budapeszcie jako reprezentantka Wielkiej Brytanii, zdobywając brązowy medal w wyścigu na 400 metrów stylem dowolnym.
Dwa lata później pojawiła się na Letnich Igrzyskach Olimpijskich w Rzymie, zajmując szóste miejsce w tej samej konkurencji.